# Kakigōri

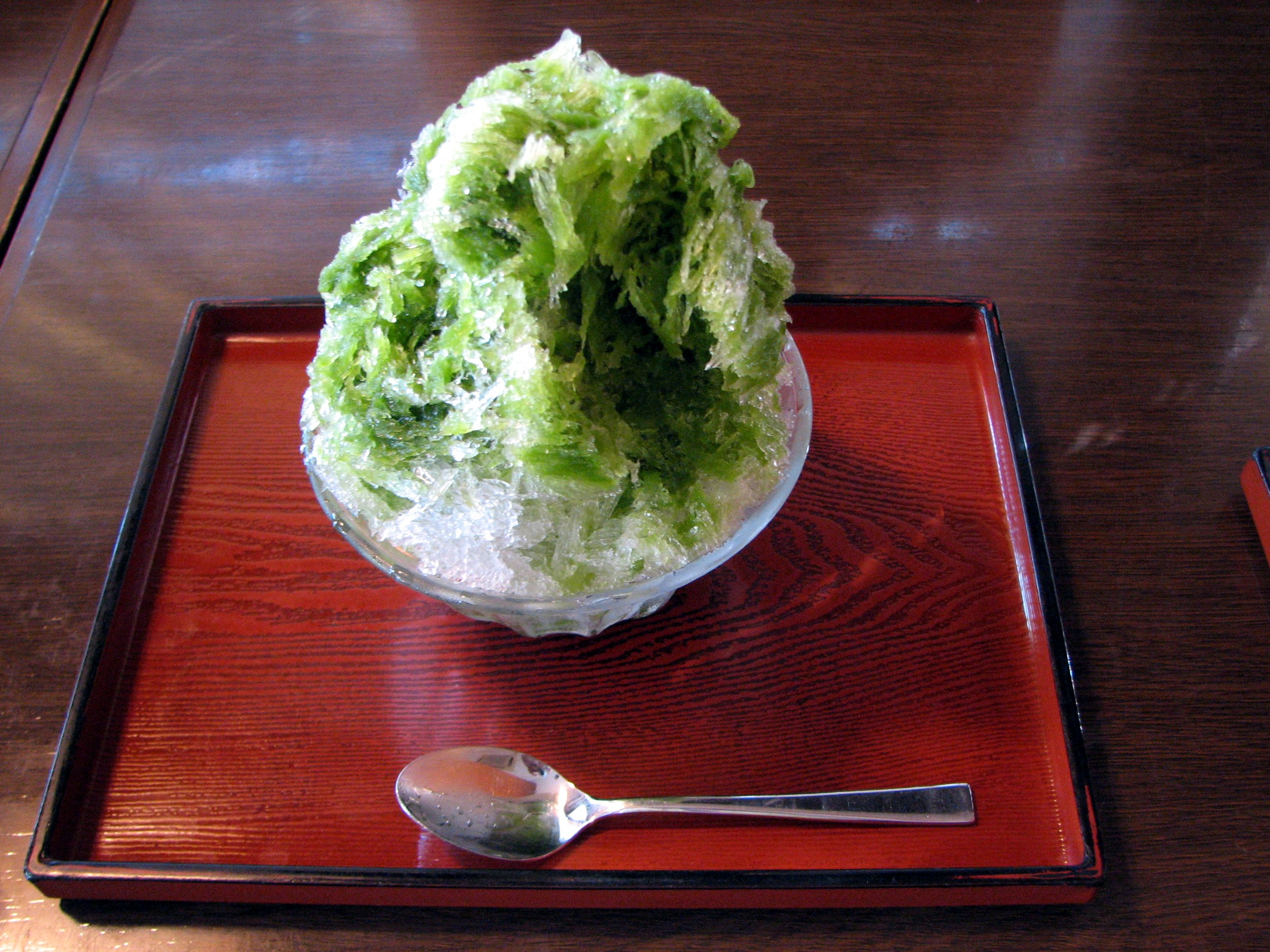
Un kakigōri au thé matcha.

Le kakigōri (かき氷) est un dessert japonais à base de glace râpée sur laquelle on verse un sirop au thé vert, aux fruits ou au sésame. Il peut également être agrémenté d’autres garnitures telles que du lait concentré, de la crème chantilly, des mochi ou des haricots azuki.

## Préparation et consommation

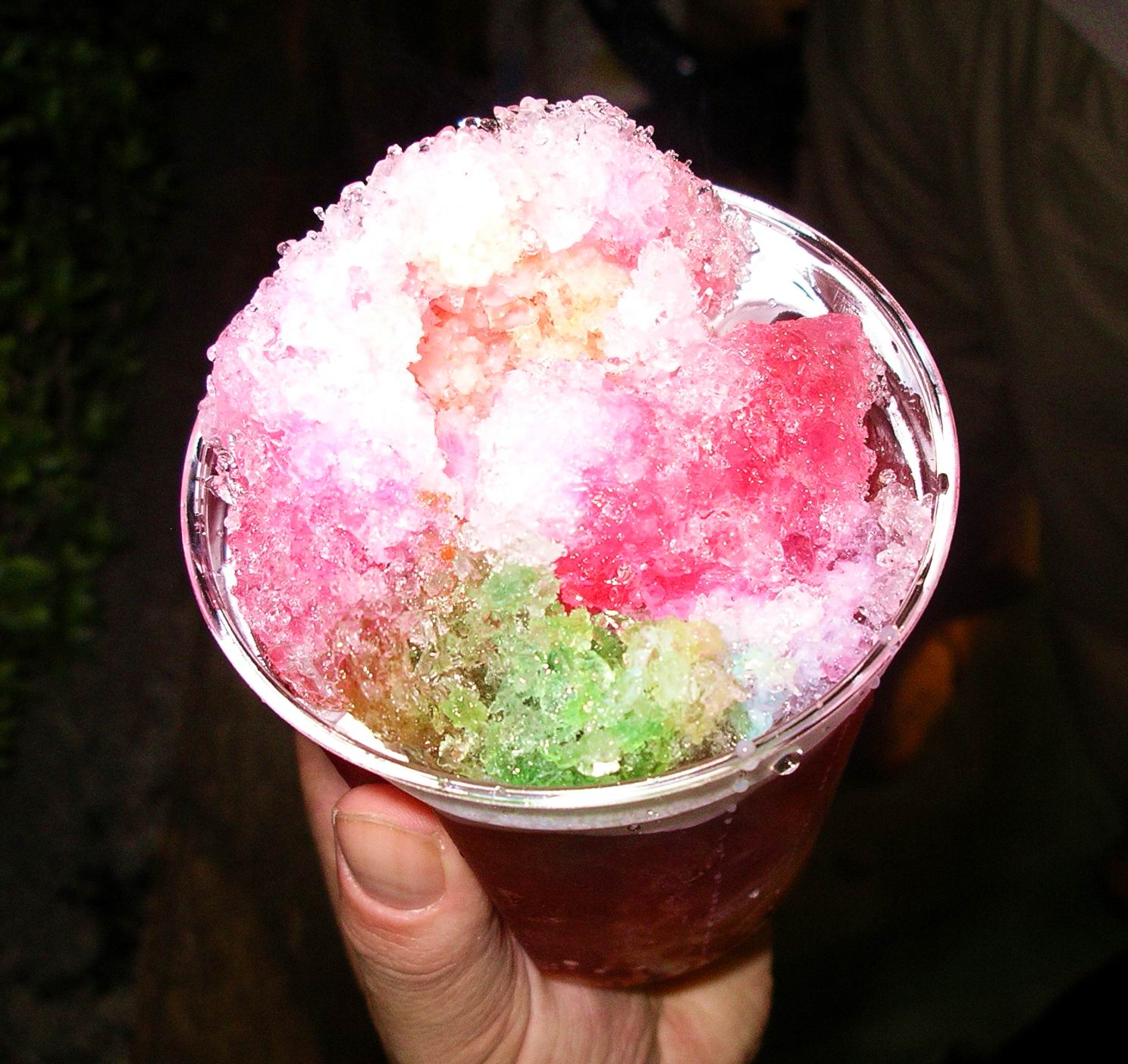
Kakigōri.

La glace du kakigōri n’est pas simplement pilée ou mixée comme pour les granités. Le bloc de glace est rasé afin d’obtenir les copeaux les plus fins possible. On utilise à cette fin une machine spéciale, sorte de trancheuse à glace, manuelle ou électrique.

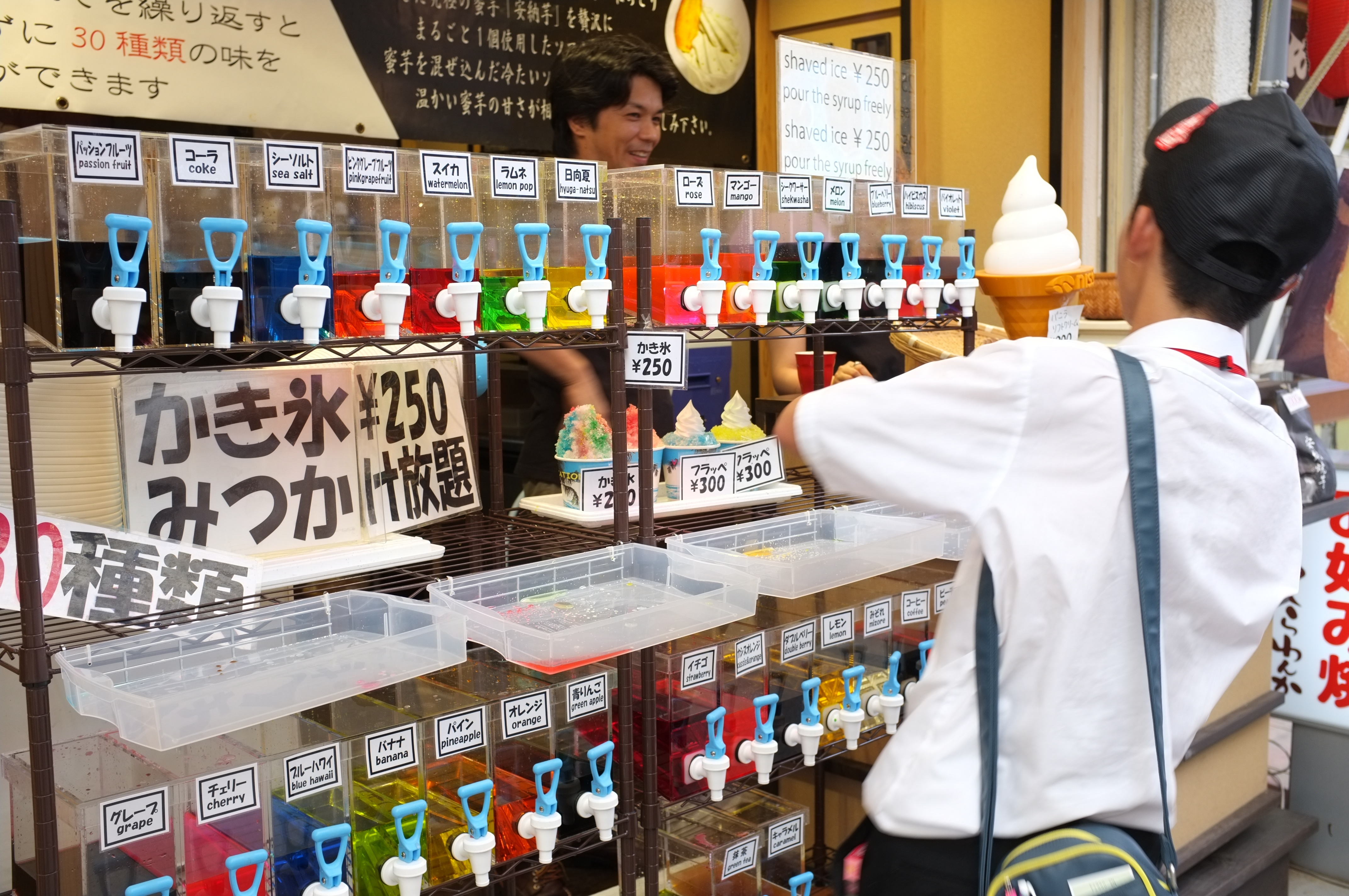
Différents sirops destinés à la préparation de kakigōri

Une fois la glace râpée, un sirop y est versé. Les goûts les plus populaires au Japon sont la fraise, le melon, le citron et le Blue Hawaï. Le lait condensé est une variante populaire du sirop. On trouve aujourd’hui de nombreux sirops exotiques tels que du sirop de mangue, de fruit de la passion, de raisin, de cerise, de thé noir ou encore de café.
L’un des kakigōri les plus communs est le mizore, signifiant « neige fondue », réalisée avec un sirop incolore et de la glace pilée. En ajoutant des haricots azuki au mizore, celui-ci se transforme en kōri azuki (ou kōri kintoki selon la variété du haricot). Arrosé de lait condensé, il devient un milk kintoki.
Un kakigōri accompagné de crème glacée ou de fruits est appelé « frappé ».
On peut trouver des kakigōri dans de nombreux restaurants au Japon, ainsi que dans des pâtisseries ou des salons de thé. Il existe également des stands de kakigōri, les yatai, reconnaissables grâce aux petits drapeaux portant le kanji kōri (氷) signifiant « glace », en rouge sur fond blanc, indiquant que des kakigōri y sont vendus. On les retrouve également dans les festivals de rue au Japon.

## Variantes

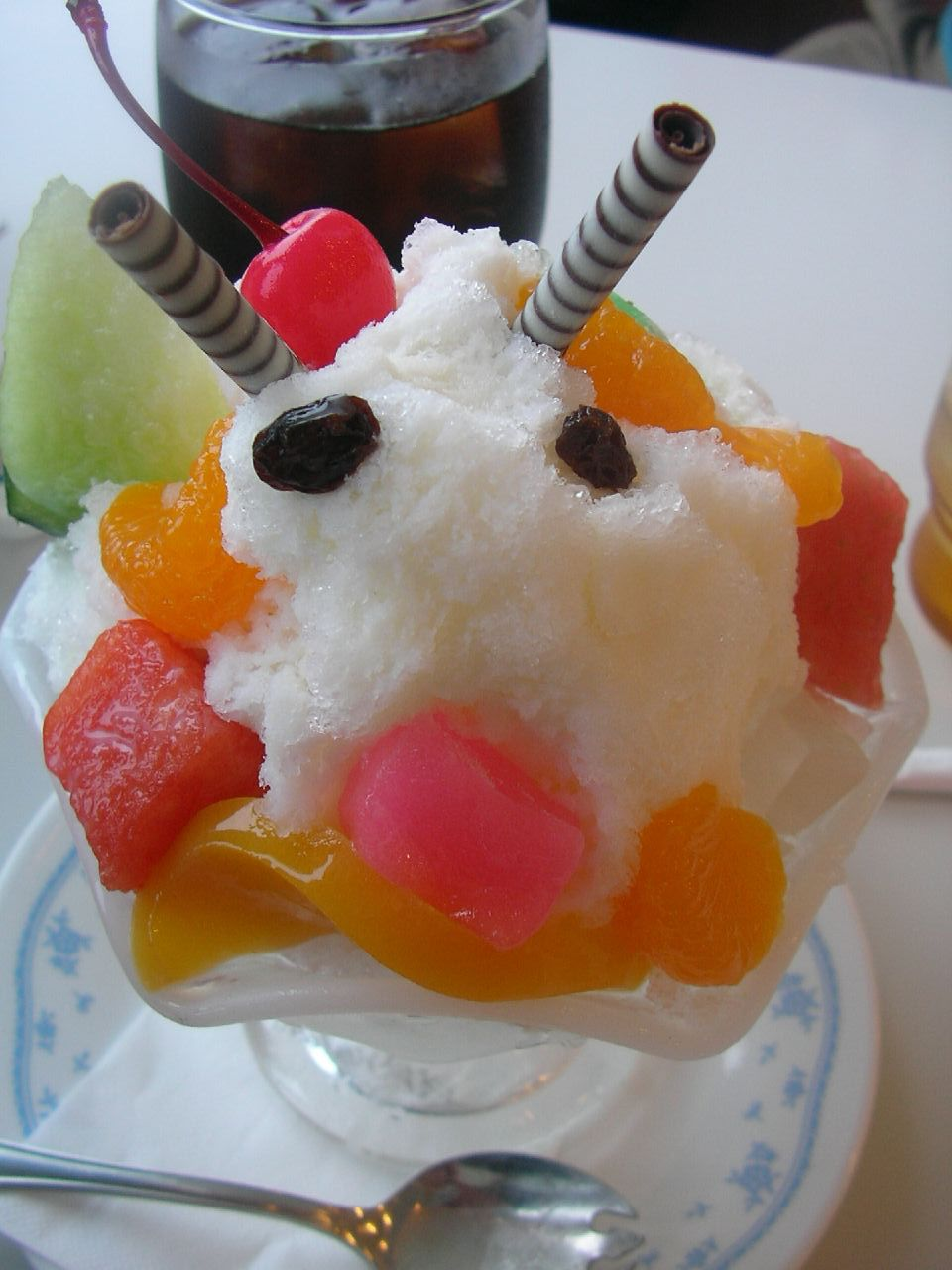
Coupe de shirokuma.

Le shirokuma (白熊) est une variante du kakigōri. Ce dessert est une glace pilée recouverte de fruits, de mochi de différentes couleurs, de haricots azuki et de lait concentré. Il existe de nombreuses variantes de ce dessert (avec du chocolat ou des edamame par exemple), très populaire dans le sud du Japon. Signifiant littéralement « ours blanc », le shirokuma est assez emblématique de la ville de Kagoshima.
L’uji kintori est une autre variante du kakigōri. Dessert populaire, l’uji kintori est une glace pilée au sirop de thé vert accompagnée de haricots azuki et d’une glace au thé matcha. Il fait référence à la ville d’Uji, qui est la capitale du thé vert.
À Okinawa, le zenzai est préparé à partir de haricots kintoki bouillis dans un bouillon de sucre roux, refroidi et garni de boulettes de farine de riz shiratama et de kakigōri.

## Dans d'autres cultures
Il existe des variantes plus ou moins similaires au kakigōri dans d'autres cultures. On trouve notamment :
- le halo-halo, dessert philippin ;
- le patbingsu, dessert coréen ;
- le ais kacang, dessert malaisien ;
- le granita, dessert italien typique de la Sicile ;
- le baobing, dessert taïwanais ;
- le granité hawaïen, dessert des États-Unis ;
- la grattachecca, dessert italien.
- le sinobôl ou snowball, dessert antillais